# Nando Rafael
Nando Rafael (Luanda, 10 januari 1984) is een Duits voetballer van Angolese afkomst die bij voorkeur in de aanval speelt. Hij kwam uit voor AFC Ajax, Hertha BSC, Aarhus GF, FC Augsburg, Borussia Mönchengladbach, Henan Jianye FC en VfL Bochum.

## Biografie

### Jeugdjaren
Toen Rafael acht jaar was en terugkwam van een voetbalwedstrijd die hij bij zijn buren was gaan kijken, bleek zijn hele familie vermoord. Zijn oom en tante gaven hem daarop onderdak en samen met hen vluchtte hij in 1994 van Angola naar Nederland. Hij speelde kort bij SV Halen en werd daarna opgenomen in de jeugdopleiding van Ajax. Rafael speelde er met onder andere Johnny Heitinga, Wesley Sneijder en Rafael van der Vaart. Door de jaren heen woonde hij in meerdere Nederlandse plaatsen totdat de familie Rafael een woning in Lelystad kreeg. In 2000 haalde hij een mavo-diploma. Daarna richtte hij zich volledig op zijn voetbalcarrière. Met Ajax 2 maakte hij in het seizoen 2001/02 indruk in het hoofdtoernooi van de KNVB Beker, waar de halve finale bereikt werd.

### Carrière
Toen Ajax Rafael in 2002 in de hoofdselectie wilde opnemen, verklaarde de overheid zijn contract met Ajax ongeldig. Omdat hij in al die jaren geen verblijfsvergunning ontving, kwam hij niet in aanmerking voor een werkvergunning die benodigd is voor een geldige arbeidsovereenkomst. Hij moest Nederland verlaten. Ajax stelde een noodplan voor hem op, waarin hij óf naar België óf naar Duitsland kon vertrekken. Hij koos voor Hertha BSC Berlin en sinds 29 augustus 2002 kwam hij uit voor de Berlijnse club. In augustus 2005 verkreeg hij het Duitse staatsburgerschap.
Op 29 januari 2006 vertrok Rafael van Hertha BSC naar Borussia Mönchengladbach. Hij verhuisde naar Düsseldorf-Wittlaer. Op 5 juni 2008 bereikte de aanvaller een mondeling akkoord met Aarhus GF. Hij tekende voor drie seizoenen bij de club. Die leende hem in 2009/10 uit aan FC Augsburg, dat hem in juli 2010 definitief overnam en voor twee jaar vastlegde.
In juni 2012 tekende hij voor twee seizoenen bij het net naar de Duitse Bundesliga gepromoveerde Fortuna Düsseldorf. Daar kwam hij minder aan spelen toe en na de degradatie van de club tekende hij per juli 2012 bij het Chinese Henan Jianye FC. Daar liep zijn contract eind 2014 af.
Nadat hij een half jaar zonder club zat, haalde het op dat moment in de 2. Bundesliga spelende VfL Bochum Rafael opnieuw naar Duitsland. Hij tekende in juni 2015 een contract tot medio 2016 bij de club van toenmalig trainer Gertjan Verbeek. Nadat hij een half jaar zonder club zat, zou hij in februari 2017 in Indonesië voor Bali United FC gaan spelen. Die club liet hem echter dezelfde maand nog gaan omdat hij niet aan de regelgeving van de bond voldeed qua gespeelde wedstrijden in voorgaande jaren. Ook een eind maart aangekondigde overgang naar FC 08 Homburg ging in juni uiteindelijk niet door. Rafael stopte vervolgens en werd spelersmakelaar. Medio 2019 ging Rafael spelen voor amateurclub Germania Birklar die uitkomt in de Kreisliga A Gießen van het Hessischer Fußball-Verband. In 2021 ging hij in de Kreisoberliga Frankfurt voor FC Union Niederrad spelen.

## Nationaal
Hij speelde in 2005 en 2006 in het Duits voetbalelftal onder 21. In 2011 maakte hij kenbaar voor het Angolees voetbalelftal uit te willen komen. Hij werd opgenomen in de selectie voor de Afrika Cup 2012 maar miste de eerste poulewedstrijd omdat zijn voetbalnationaliteitswisseling bij de FIFA nog niet rond was. Op 26 januari debuteerde hij tegen Soedan.

### Persoonlijk
Sinds 2000 heeft hij een relatie met een Nederlandse met wie hij twee kinderen heeft.

## Erelijst
Borussia Mönchengladbach
- 2. Bundesliga

2008